# Dorin Ieșan
Dorin Ieșan (n. 8 aprilie 1941, Rădăuți, Rădăuți, România) este un matematician (Mecanica solidelor) român: profesor doctor în matematică; CS I la Institutul de Matematică „Octav Mayer” din Iași; membru corespondent (din 2001) al Academiei Române.

## Biografie
A absolvit în anul 1957 liceul "Eudoxiu Hurmuzachi" din Rădăuți, apoi în anul 1963 a absolvit Facultatea de Matematică-Mecanică a Universității "Al.I. Cuza" din Iași.